# Meisterbrief

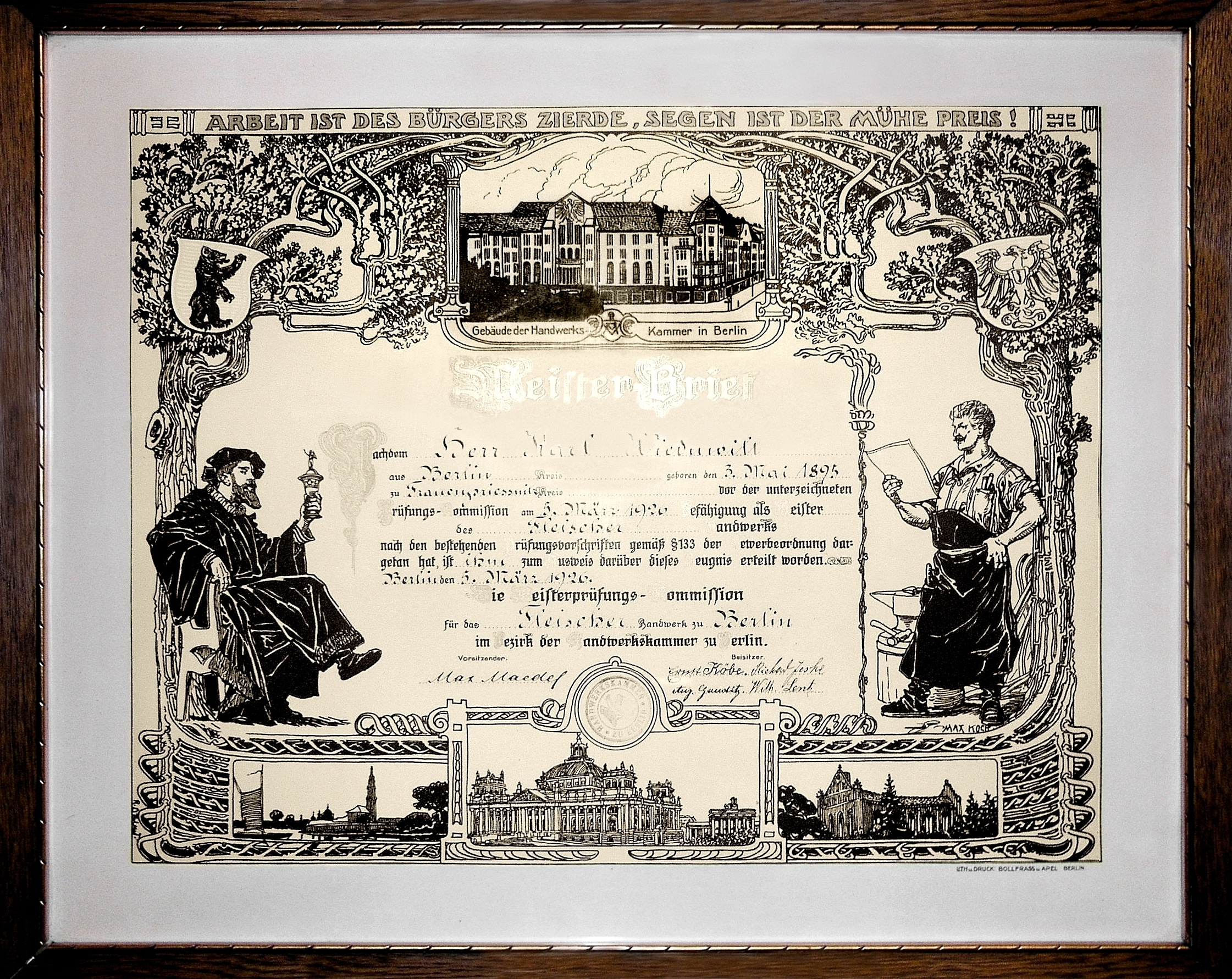
Ein Meisterbrief aus dem Jahr 1926, ausgestellt von der Berliner Handwerkskammer

Der Meisterbrief ist eine Urkunde und wird neben dem Meistertiteldiplom, das nach bestandener Meisterprüfung dem Handwerksmeister ausgehändigt wird, auch dem Industriemeister, dem Landwirtschaftsmeister und dem Fachmeister verliehen. Er gilt europaweit. 
Die Urkunde selbst ist meist schmucklos und dient dem Zweck des Nachweises über das Bestehen der Meisterprüfung. Die oft aufwändig gestalteten Meisterbriefe stellen in der Regel keine Urkunde dar. Sie sind als Schmuckblatt in vielfältiger Weise gestaltet worden. Eine Einheitlichkeit ist im deutschsprachigen Raum nicht nachweisbar. Entsprechend der jeweils vorherrschenden Stilrichtung finden sich historisierende Blätter, kalligraphische Varianten und modern grafisch gestaltete Exemplare. Von einigen Handwerkskammern werden verdiente Handwerksmeister mit Silbernen, Goldenen, Diamantenen oder Ehrenmeisterbriefen gewürdigt. Auch diese stellen keine Dokumente im rechtlichen Sinn dar.

## Deutschland
Der Meisterbrief wird vom Prüfungsausschuss der Berufskammern des entsprechenden Berufes ausgestellt.
Der Inhaber des Meisterbriefs kann im entsprechenden Handwerk in die Handwerksrolle eingetragen werden und erhält damit die Berechtigung zum selbständigen Betrieb eines zulassungspflichtigen Handwerks. Weiterhin berechtigt der Meisterbrief in einem Handwerksberuf den Besitzer zum Ausbilden von Auszubildenden sowie zum Führen des Titels Meister in Verbindung mit einem zulassungspflichtigen oder zulassungsfreien Handwerk (vgl. § 51, § 51d HwO). 
Nach § 49 HwO ist zur Meisterprüfung zuzulassen, wer eine Gesellenprüfung im Handwerk oder eine andere Abschlussprüfung nachweisen kann. Eine dreijährige Berufserfahrung im erlernten Beruf ist seit der Novellierung der Handwerksordnung nicht mehr notwendig.

## Meisterpflicht in Deutschland
In Deutschland war der Meisterbrief als zwingende Voraussetzung, einen Handwerksbetrieb führen zu dürfen (zulassungspflichtige Berufe mit Erfordernis des Großen Befähigungsnachweises), auf bestimmte Berufe beschränkt. In der Novelle der Handwerksordnung, die am 1. Januar 2004 in Kraft trat, wurde diese für zulassungsfreie Berufe abgeschafft. Auch für fast alle noch zulassungspflichtigen Berufe wurden die Möglichkeiten, mit alternativen Qualifikationen den Beruf selbständig auszuüben, ausgebaut. Seit dem Jahr 2004 werden durch Änderung der HwO als Befähigungsnachweise zur Führung eines Handwerkerbetriebes auch eine Ausnahmebewilligung nach § 8 oder § 9 HwO oder eine Ausübungsberechtigung nach § 7b HwO für Altgesellen (mindestens 6 Jahre Berufserfahrung; mindestens 4 davon in leitender Position) anerkannt.
Der Meisterbrief ist in der Regel Voraussetzung für die Zulassung zur Fortbildungsprüfung zum Geprüften Betriebswirt nach der Handwerksordnung; sie soll betriebswirtschaftliche Kenntnisse, optimiert auf Betriebe mit mehreren Mitarbeitern, belegen.

## Anerkennung des Meisterbriefs
Der Meisterbrief wird innerhalb der Europäischen Union anerkannt. Dies wird in der EU-Richtlinie über die Anerkennung von Berufsqualifikationen geregelt, bei der der Meisterbrief der Stufe drei (Stufe 3 – Diplom kurzer Ausbildungsgang) zugeordnet wird.
Mit dem Erhalt des Meisterbriefs wird der Jungmeister seit Mai 2013 im Deutschen Qualifikationsrahmen (DQR) auf dem Niveau 6 eingestuft. Auf Niveau 6 befindet sich zum Beispiel auch der akademische Grad Bachelor. Damit soll der Meisterbrief aufgewertet werden. Im Februar 2014 wurden erstmals in Deutschland Meisterbriefe von der Handwerkskammer Dortmund mit folgendem Vermerk ausgehändigt: „Dieser Abschluss ist im Deutschen und Europäischen Qualifikationsrahmen dem Niveau 6 zugeordnet.“
Die Handwerkskammer Wiesbaden gestattet allen Handwerksmeistern die Nutzung des Kürzels me., das sie 2002 als Wortmarke hat schützen lassen, und empfiehlt die Verwendung als Zusatz vor dem Namen.
Inhaber eines Meisterbriefs in einem Ausbildungsberuf gemäß §§ 45, 51a, 122 HwO können in allen Bundesländern ein beliebiges Hochschulstudium aufnehmen, soweit der Zugang nicht aus anderen Gründen (z. B. einen Numerus clausus) eingeschränkt ist. Insofern ist die Meisterprüfung dem Abitur gleichgestellt.